# Jan Karol Wróblewski

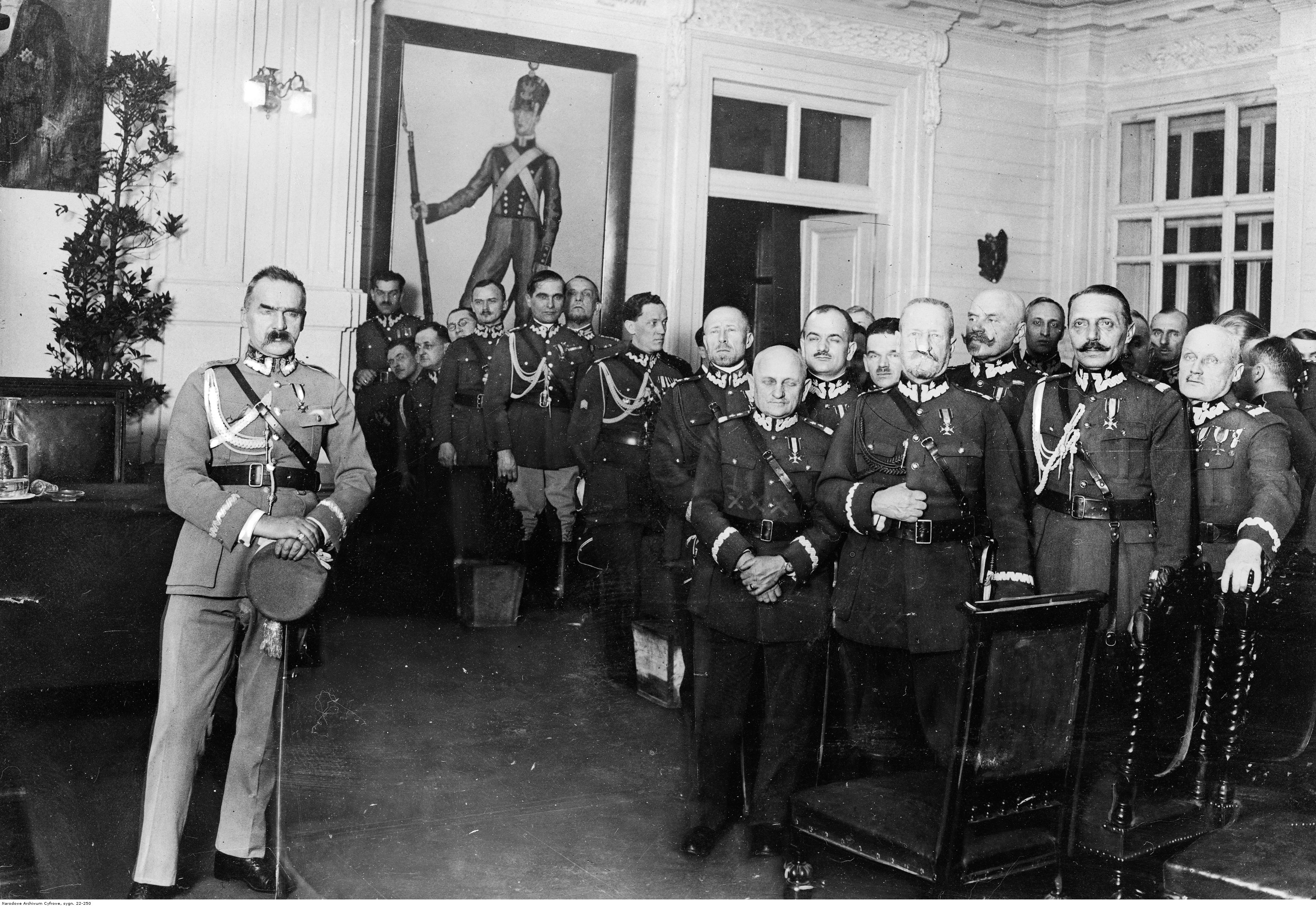
Odczyt marszałka Józefa Piłsudskiego dotyczący Powstania styczniowego, wygłoszony w Szkole Podchorążych w Warszawie. Generał Wróblewski w pierwszym rzędzie, drugi od prawej

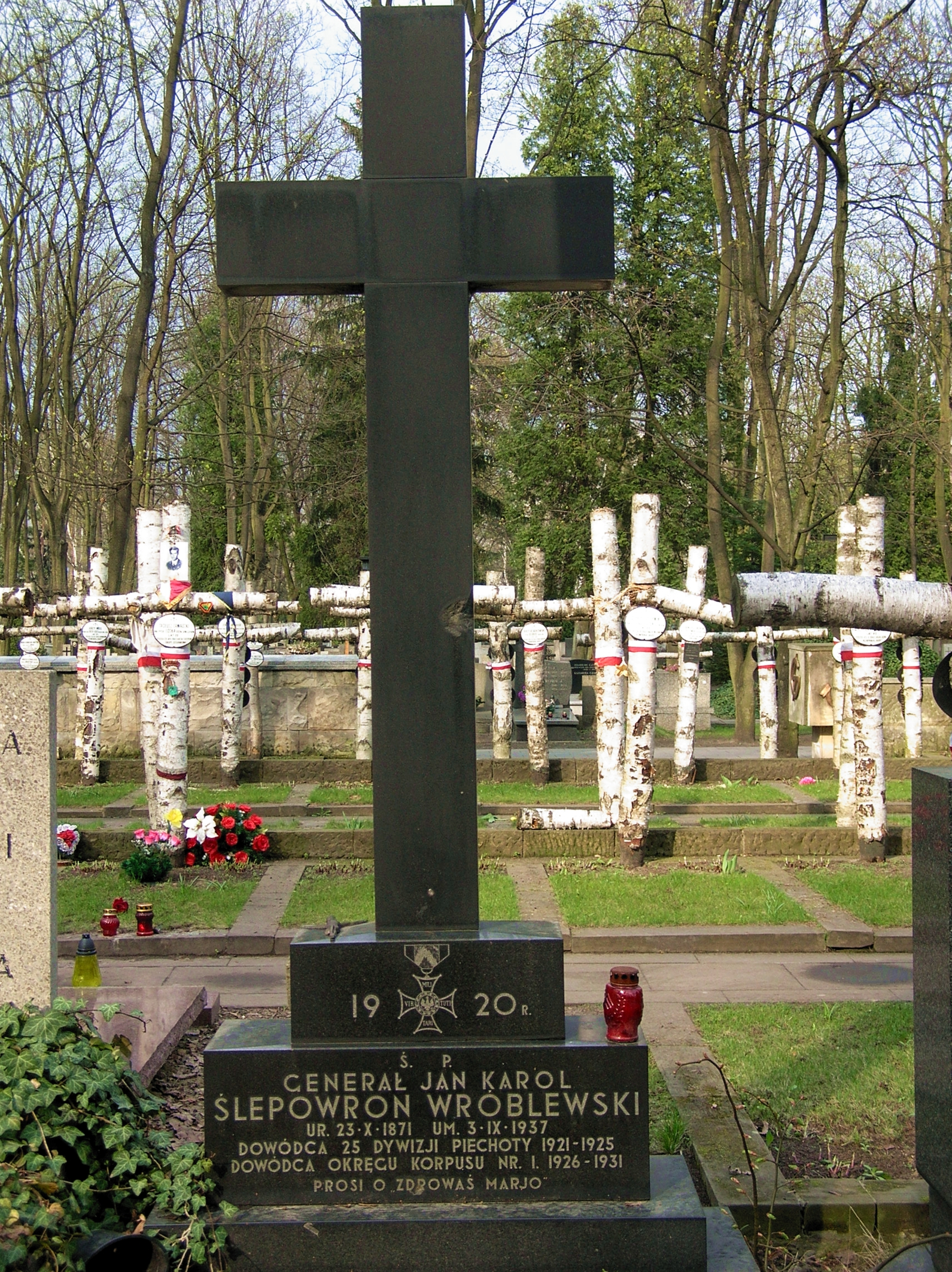
Grób gen. Wróblewskiego na Powązkach Wojskowych

Jan Karol Wróblewski h. Ślepowron (ur. 23 października 1871 w Radowcach, zm. 3 września 1937 w Warszawie) – generał brygady Wojska Polskiego, kawaler Orderu Virtuti Militari.

## Życiorys
Urodził się 23 października 1871 w Radowcach, ówczesnym mieście powiatowym Księstwa Bukowiny, w rodzinie Gustawa i Marii Karoliny z Malarskich. Pochodził z rodziny Wróblewskich pieczętującej się herbem Ślepowron przybyłej z centralnej Polski z województwa brzeskokujawskiego i osiadłej na Pokuciu w połowie XVII w. w czasach wojen z Kozakami. Po ukończeniu gimnazjum w rodzinnych Radowcach wstąpił do Szkoły Kadetów Piechoty w Łobzowie.
Jesienią 1890, po ukończeniu szkoły, został wcielony do Śląsko-Morawskiego Pułku Piechoty Nr 100 w Cieszynie, a później w Krakowie. W 1896 pełnił funkcję adiutanta pułku. W latach 1898–1900 był słuchaczem Szkoły Wojennej w Wiedniu. W 1900, po ukończeniu szkoły i otrzymaniu tytułu „przydzielony do Sztabu Generalnego”, został skierowany do służby w Biurze Kolejowym Sztabu Generalnego. W następnym roku został przydzielony do 5 Dywizji Piechoty w Ołomuńcu, a w 1902 do 9 Brygady Piechoty, która wchodziła w skład 5 DP i stacjonowała w tym samym garnizonie. W 1903 został przydzielony z macierzystego Pułku Piechoty Nr 100 do Węgierskiego Pułku Piechoty Nr 12, który wówczas stacjonował w Trebinje. Dwa lata później został przeniesiony do cesarsko-królewskiej Obrony Krajowej i wcielony do Pułku Piechoty Obrony Krajowej Stryj Nr 33 w Stryju. W 1906 został przeniesiony do Pułku Piechoty Obrony Krajowej Przemyśl Nr 18 w Przemyślu. W 1914 został przeniesiony do Pułku Piechoty Obrony Krajowej St. Pölten Nr 21 (w 1917 przemianowany na Pułk Strzelców Nr 21) w St. Pölten na stanowisko komendanta batalionu. W czasie I wojny światowej walczył na froncie włoskim. Na początku 1915 pełniąc służbę w sztabie pułku został ranny. Dostał się do angielskiej niewoli.
W czasie służby w siłach zbrojnych Monarchii Austro-Węgierskiej awansował na kolejne stopnie: kadeta-zastępcy oficera (starszeństwo z 1 września 1890), porucznika (starszeństwo z 1 listopada 1892), nadporucznika (starszeństwo z 1 maja 1896), kapitana 2. klasy (ze starszeństwem z 1 maja 1903), kapitana 1. klasy (w 1907 ze starszeństwem z 1 maja 1903), majora (1914) i podpułkownika (starszeństwo z 1 lutego 1916).
21 sierpnia 1919 został przyjęty do Wojska Polskiego z byłej armii austro-węgierskiej w stopniu podpułkownika ze starszeństwem z dniem 1 lutego 1916 i przydzielony do Kancelarii I Wiceministra Spraw Wojskowych. Od kwietnia 1920 był kwatermistrzem 1 Armii. 1 maja 1920 został zatwierdzony z dniem 1 kwietnia 1920 w stopniu generała podporucznika, w grupie oficerów byłej armii austro-węgierskiej. W latach 1920–1921 dowódca XXXVI Brygady Piechoty w czasie bitwy pod Brodami i Beresteczkiem w lipcu/sierpniu 1920. Od 6 listopada 1921 dowodził 25 Dywizją Piechoty w Kaliszu.
3 maja 1922 został zweryfikowany w stopniu generała brygady ze starszeństwem z dniem 1 czerwca 1919 roku i 17. lokatą w korpusie generałów. Z dniem 3 lutego 1925 został mianowany zastępcą dowódcy Okręgu Korpusu Nr I w Warszawie. Od 14 maja 1926 „z rozkazu Naczelnego Wodza” pełnił obowiązki dowódcy Okręgu Korpusu Nr I w Warszawie. 7 września 1926 Prezydent RP Ignacy Mościcki mianował go dowódcą Okręgu Korpusu Nr I. Z dniem 7 lipca 1931 został zwolniony z zajmowanego stanowiska z zachowaniem dotychczasowego dodatku służbowego, a z dniem 30 września tego roku przeniesiony w stan spoczynku. Został członkiem Rady Administracyjnej Państwowej Wytwórni Prochu w Pionkach.
W latach 1935–1937, czyli do śmierci był prezesem Okręgu Warszawskiego i z automatu członkiem zarządu Zjednoczenia Kurkowych Bractw Strzeleckich RP.. Był też w tym okresie prezesem Bractwa Kurkowego w Warszawie.
Zmarł 3 września 1937 w Warszawie. Trzy dni później został pochowany na Cmentarzu Wojskowym na Powązkach (kwatera A20-8-22).

## Ordery i odznaczenia
- Krzyż Srebrny Orderu Wojskowego Virtuti Militari
- Krzyż Komandorski Orderu Odrodzenia Polski (3 maja1928)[38][39]
- Krzyż Walecznych „za czyny męstwa i odwagi wykazane w bojach toczonych w latach 1918–1921”
- Złoty Krzyż Zasługi (17 marca 1930)[40]
- Oficer Orderu Legii Honorowej (Francja)[41]

- Order Korony Żelaznej 3. klasy z dekoracją wojenną i mieczami (Austro-Węgry)
- Krzyż Zasługi Wojskowej III klasy z dekoracją wojenną (Austro-Węgry)
- Srebrny Medal Zasługi Wojskowej na wstążce Krzyża Zasługi Wojskowej (Austro-Węgry)
- Brązowy Medal Zasługi Wojskowej z mieczami na wstążce Krzyża Zasługi Wojskowej (Austro-Węgry)
- Brązowy Medal Zasługi Wojskowej na czerwonej wstążce (Austro-Węgry)
- Odznaka za Służbę Wojskową III klasy (Austro-Węgry)
- Brązowy Medal Jubileuszowy Pamiątkowy dla Sił Zbrojnych i Żandarmerii (Austro-Węgry)
- Krzyż Jubileuszowy Wojskowy (Austro-Węgry)[22]

## Generałowie polscy w opinii J. Piłsudskiego
W 1966 Mieczysław Cieplewicz na łamach Wojskowego Przeglądu Historycznego opublikował artykuł zatytułowany „Generałowie polscy w opinii J. Piłsudskiego”, w którym przedstawił, przechowywane w Centralnym Archiwum Wojskowym, opinie o 95 generałach sporządzone przez ówczesnego szefa Sztabu Generalnego i przewodniczącego Biura Ścisłej Rady Wojennej, marszałka Polski Józefa Piłsudskiego. Autor artykułu stwierdził, że marszałek Piłsudski własnoręcznie sporządził opinie „w ostatnich dniach grudnia 1922”, a swoje twierdzenie oparł na porównaniu dwóch dokumentów, a mianowicie: „Spisie oficerów służących czynnie w dniu 1 czerwca 1921 roku” i „Roczniku Oficerskim 1923”. Mieczysław Cieplewicz nie uwzględnił „Listy starszeństwa oficerów zawodowych” z 3 maja 1922 i zmian zaszłych po tej dacie. Marszałek Piłsudski nie opiniował: Zygmunta Zielińskiego, który z dniem 1 stycznia 1923 został przeniesiony w stan spoczynku w stopniu generała broni, Gustawa Zygadłowicza, który zmarł 7 stycznia 1923, Władysław Frankowskiego, który zmarł 30 sierpnia 1922 oraz biskupa polowego Stanisława Galla i Kazimierz Porębskiego.
Mieczysław Cieplewicz we wspomnianym artykule przedstawił opinię Józefa Piłsudskiego o generale brygady Janie Karolu Wróblewskim, a za nim powtórzył ją Piotr Stawecki w „Słowniku biograficznym...”. Treść opinii brzmi: „obecnie szef I Departamentu Piechoty. Człowiek energiczny o czynnej naturze, wypróbowany na wojnie, gdzie dobrze dowodził brygadą w 21 dywizji. Zdaniem moim, lepszy do dowodzenia niż do siedzenia w biurze. Byłby zdaniem moim, jednym z bardzo dobrych dywizjonierów, może nawet komendantem grupy operacyjnej. Przeze mnie byłby użyty jako pierwszy do objęcia dowództwa dywizji, w razie przeprowadzenia reform w organizacji MSWojsk., albo w razie wojny do zapełnienia koniecznych podczas operacji luk w dowództwach dywizji”.
Z treści opinii wynika jednoznacznie, że dotyczy ona ówczesnego generała brygady Stanisława Wróblewskiego, a nie generała Jana Karola Wróblewskiego.